# 번행초과
번행초과(蕃杏草科, 학명: Aizoaceae 아이조아케아이[*])는 석죽목의 과이다. 135개의 속과 1900여개의 종을 포함하고 있다.

## 하위 분류
- 번행초아과(Aizooideae Spreng. ex Arn.)
- 세수비움아과(Sesuvioideae Lindl.)
- 송엽국아과(Ruschioideae Schwantes)
- 아이스플랜트아과(Mesembryanthemoideae Burnett)